# Machena Halli, Shimoga
Machena Halli là một làng thuộc tehsil Shimoga, huyện Shimoga, bang Karnataka, Ấn Độ.